# Quercus setulosa
Quercus setulosa — вид рослин з родини букових (Fagaceae); поширений у південно-східній Азії.

## Опис
Це зазвичай чагарник, але може досягати 20 м заввишки (дерево), вічнозелений. Гілочки стають голими влітку. Листки 4.5–11 × 1.5–4 см, довгастої або овальної ланцетної форми, шкірясті; верхівка загострена; основа округла або слабо клиноподібна; край неправильно зубчастий; зверху блискучі й зелені; зеленуваті й голі знизу, за винятком жилок; ніжка листка 1–2 см завдовжки. Жолудь завдовжки 2 см, у діаметрі 1 см, яйцюватий, коричневий, безволосий, в парі на короткому плодоносі; чашечка плоска, луската, покриває 1/4 або 1/3 горіха; дозріває 1 рік.
Період цвітіння: квітень — травень. Період плодоношення: жовтень.

## Середовище проживання
Країни поширення: південь Китаю (Гуандун, Гуансі, Гуйчжоу, Юньнань), Лаос, Таїланд, В'єтнам.
Зростає в змішаних мезофітних лісах; на висотах 100–1300 м.

## Використання
Висловлюється припущення, що вид використовувався для виготовлення інструментів. За словами експертів, він також використовується місцево для дров та деревини.